# Dirichletia pubescens
Dirichletia pubescens är en måreväxtart som beskrevs av Johann Friedrich Klotzsch. Dirichletia pubescens ingår i släktet Dirichletia och familjen måreväxter. Inga underarter finns listade i Catalogue of Life.